# Ravnkær-Fovlløk
Ravnkær-Fovlløk (dansk) eller Rabenkirchen-Faulück (tysk) er en kommune beliggende 6 kilometer vest for Kappel i det sydøstlige Angel i Sydslesvig. Administrativt hører kommunen under Slesvig-Flensborg kreds i den nordtyske delstat Slesvig-Holsten. Kommunen samarbejder på administrativt plan med andre kommuner i omegnen i Kappel Land kommunefællesskab (Amt Kappeln-Land). Ravnkær er sogneby i Ravnkær Sogn. Sognet lå i Slis Herred (Gottorp Amt), da området tilhørte Danmark. 

## Geografi
Ravnkær-Fovlløk består overvejende af et bølget-bakket morænelandskab med spredte skovområder. Til kommunen hører landsbyerne og bebyggelserne Fovlløk (Faulück), Fovlløklund (Faulücklund), Fovlløkmark (Faulückfeld), Karskov (Karschau), Neuwerk, Ravnkær (Rabenkirchen), Ravnkærkskov (Rabenkirchenholz) og Spinkeryde (svarende til Spinkerød, Spinkery). 
Tæt ved byen forløber landvejen B 201, der forbinder Kappel med det det nordfrisiske Husum. Nordvest om Ravnkær løber Oksbækken.

## Historie
Den nuværende kommune blev dannet ved en kommunalreform i 1971 ved sammenlægning af Ravnkær og Fovlløk.
Stednavnet Ravnkær nævnes første gang i Kong Valdemars Jordebog fra 1231 som Rafnækyaer. Navnet er afledt af ravn (oldnordisk hrafn) og -kær. Fovlløk nævntes 1231 for første gang som Fughælwich. Navnet er sammensat af fugl (olddansk foghl) og -vik (oldnordisk vík). Den oprindelige Betydning er altså Fuglebugt. Der henvises til at byens jorder støder op til Slien. Der findes også Fuglyk og Fåvløk. Spinkeryde er afledt af sønderjysk spinke i betydningen af spurv og  -ryde. Karskov er sammensat af karse og -skov. Efter en anden forklaring er Kar- afledt af oldnordisk kjarr for krat.
Landbyens romanske stenkirke stammer fra 1100-tallet. Murstentårnet kom 1400-tallet til. Præstegården er fra 1822.
I Sliens lave vand ud for landsbyen Karskov fandt arkæologerne i 2001 resterne af et nordisk fragtskib. Skibet har oprindelig været 25 meter lang od mindst 6,60 meter bred. Skibsvraget kunne dendrokronologisk dateres til omkring 1145.

## Kendte
- Thomas Forchhammer (1725-71), sognepræst i Ravnkær, far til Johan Ludolph
- Johan Ludolph Forchhammer (1764-1810), dansk pædagog